# (29148) Palzer
(29148) Palzer (1988 JE) – planetoida z pasa głównego asteroid okrążająca Słońce w ciągu 5,8 lat w średniej odległości 3,23 j.a. Odkryta 10 maja 1988 roku.